# 2008年北京オリンピックのベトナム選手団
2008年北京オリンピックのベトナム選手団（2008ねんペキンオリンピックのベトナムせんしゅだん）は、2008年8月8日から8月24日にかけて中国の北京を主として開催された2008年北京オリンピックのベトナム選手団、およびその競技結果。

## 概要
今大会は銀メダル1個を獲得した。

## メダル
| メダル | 選手名         | 競技                 | 種目       |
| ------ | -------------- | -------------------- | ---------- |
| 銀     | アン・ホアング | ウエイトリフティング | 男子56kg級 |